# Averil Lysaght

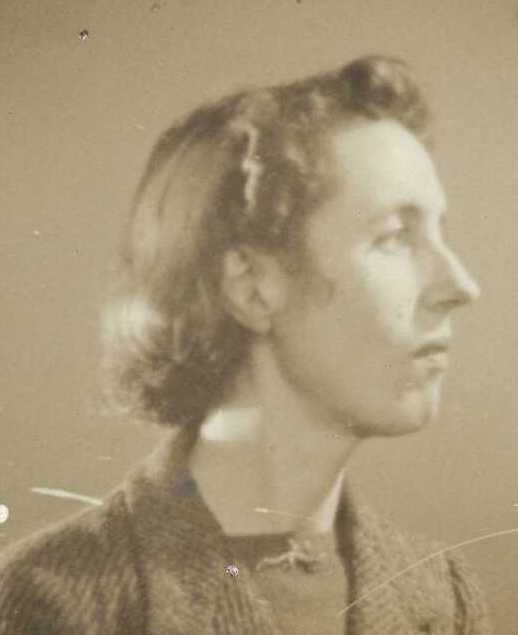

Averil Margaret Lysaght (14 de abril de 1905 - Londres, 21 de agosto de 1981) foi uma bióloga, historiadora da ciência e artista da Nova Zelândia, mais conhecida por seu trabalho acadêmico sobre Joseph Banks.

## Trabalho
De 1935 a 1938, Lysaght trabalhou no laboratório de Plymouth da Associação Biológica Marinha do Reino Unido. Ela também trabalhou no Imperial Institute of Entomology. Entre 1936 e 1943, publicou cinco artigos em parasitologia, incluindo dois artigos sobre parasitas trematódeos de gastrópodes . Posteriormente, Lysaght conseguiu emprego como editora-assistente da seção de zoologia da Chambers Encyclopaedia. Durante seu tempo lá, em 1947 ou 1948, ela conheceu Norman Kinnear, Keeper of Zoology no Museu Britânico de História Natural. Foi Kinnear quem sugeriu que ela pesquisasse as aves das viagens de Cook. Ele a ajudou nessa empreitada, fornecendo espaço para ela trabalhar no Museu Britânico de História Natural. Lysaght procedeu a catalogar todas as pinturas de aves executadas em todas as viagens de Cook. Ela também fez pesquisas aprofundadas sobre a coleção de pinturas e desenhos de Sydney Parkinson dos museus e continuou a trabalhar neste projeto por mais de vinte anos. Como resultado de sua pesquisa, ela fez muito para ajudar a identificar os desenhos de Herman Spöring, assistente de Bank. Isso culminou na publicação em 1975 do livro The book of birds: five centuries of bird illustration.